# Андромаха (Жан Расин)
„Андромаха“ (на френски: Andromaque) е трагедия в 5 действия, написана в метриката на александрина, от Жан Расин (1639 – 1699). Андромаха е третата драма написана от Расин, който е бил на 27 години по това време, и тя установява автора ѝ като един от най-добрите драматурзи във Франция. Първото представление се е състояло на 17 ноември 1667 г. пред двора на Луи XIV в Лувърът, и в личните покои на кралица Мария-Тереза от кралската театрална трупа les Grands Comédiens. Два дни по-късно е и първото представление пред публика в Hôtel de Bourgogne в Париж. Творбата, в рамките на френския класицизъм, е смятана за първата трагедия в първоначалния античен смисъл.
- Литературен образец: Вергилий, Енеида
- Място на представянето: Hôtel de Bourgogne, Париж
- Време и място на действието: Бутринт, град в Епир, дворецът на Пир

## Основни персонажи
- Андромаха е съпругата на Хектор. Неин баща е Еетион, царя на мизийския град Тива Плакийска. По време на Троянската война, Тива е превзета и разорена от Ахил, който убива Еетион и седемте братя на Адромаха. В „Илиада“ Андромаха е представена като вярната и любяща жена на Хектор, която предчувства грозящата го опасност и горчиво го оплаква след смъртта му. По време на Троянската война, Хектор е убит от Ахил. От Хектор, Андромаха има син на име Астианакт.

- Пир е гръцки военачалник и цар от ерата на елинизма. Той е вожд (хегемон) на съюза между Епир и царя на молосите.

- Хермиона в древногръцката митология е дъщеря на Менелай и Елена. Преди Троянската война, тя била обещана за жена на Орест, нейния братовчед, бащата на Орест е Агамемнон и по-голям брат на Менелай, но по време на войната Менелай обещал ръката на дъщеря си на сина на Ахил – Неоптолем и Орест трябвало да се откаже от Хермиона пред лицето на такъв знаменит съперник и неизчислимо повече заслуги, още повече, че Орест убил майка си и това сложило петно върху името му.

- Орест е герой от древногръцката митология от 12 век пр.н.е., син на Агамемнон и Клитемнестра, брат на Хризотемида, Ифигения и Електра (Лаодика). За да отмъсти за смъртта на баща си, той убил Егист и майка си Клитемнестра.

- Астианакс, син на Хетор и Андромаха. Той никога не се появява на сцената, но играе ключова роля в драмата. Гърците настояват за смъртта му, а Пир го използва като средство, за да спечели любовта на Андромаха.
- Пилад, приятел на Орест
- Клеона, довереница на Хермиона
- Кефиза, довереница на Андромаха
- Феникс, съветник и учител на Ахил, по-късно и на Пир
- Свитата на Орест

## Сюжет
Сюжетът е взет от древногръцката митология за Троянската война. След падането на Троя, вдовицата на Хектор, Андвомаха заедно със сина си Астианакс попадат в плен на Пир, цар на Епир и син на Ахил. Пир се влюбва в своята пленничка, която е вярна на падналия троянски лидер – Хектор. Пир има вече годеница – тя е дъщерята на цар Менелай и Елена – Хермиона, която е влюбена в Пир, но и го ненавижда и мрази, защото той не ѝ е отдал любовта си. Менелай изпраща пратеници в Епир със задачата да убият Астианакс, защото се опасява, че в бъдеще той ще бъде в състояние да събере и обедини трояниците и да отмъсти на гърците за смъртта на баща си Хектор, и да завладее Троя обратно. Менелай праща начело на гръцките пратеници Орест, за когото тази визита има за цел не толкова изпълнението на дълга, ами страстта, и чрез нея той може да види отново любимата си Хермиона. Пир пренебрегва своята годеница и безуспешно се опитва да спечели сърцето на Андромаха, която все още е вярна на Хектор и живее в името на сина си. Той прибягва до принуда, заплашвайки че ще предаде Астинакас на гърците и така склонява Андромаха да се омъжи за него. Това решение на Пир, оскърбява влюбената в него Хермиона, което още повече заплита любовната верига между персонажите. Хермиона първоначално решава да избяга с Орест от двора на Пир, но само при условие, че той разреши. Орест отива при Пир, знаейки че ще сбъдне желанието си да бъде с Хермиона, но е разочарова и разгневен от отговора, който получава от Пир. Сега той е променил решението си и иска да се ожени за Хермиона и е готов да предаде Астианакс на гърците. Орест е отчаян и обмисля да отвлече Хермиона от двора на Пир, заедно с приятелят си Пилад, който добре познава двореца. Андромаха вижда, че Пир има сериозно намерение да предаде Астианакс на смърт и отива първо да помоли за помощта на Хермиона, която заслепена от своята гордост ѝ отказва. Андромаха е в безизходица и падайки на колене, се съгласява на брак с Пир, за да спаси сина си. Радостният Пир се подготвя за сватба, а огорчената Хермиона е жадна за мъст. Тя убеждава Орест да убие Пир пред олтара по време на сватбата, с обещанието че после ще избяга с него от Епир. Орест изпълнява желанието на Хермиона, ала тя вече е променила решението си и научавайки за смъртта на Пир, проклина Орест. Покрусена Хермиона решава да се самоубие и забива нож в себе, падайки мъртва до тялото на Пир. След смъртта на Хермиона, Орест губи разсъдъка си и полудява.

### 1. Действие
Орест, синът на Агамемнон, бива пратен от гърците в Епир. Той трябва да отведе обратно Астианакс, който е син на Хектор и Андромаха и с това, единствен наследник на троянския владетел, който е държан в плен заедно с майка си от Пир, синът на Ахил. Орест се радва, че при тази възможност може да види отново обичаната от него Хермиона, дъщеря на Елена и годеница на Пир. Освен това той среща отново старият си приятел Пилад в двора на Пир, който не е виждал от над половин година.
- 1. Сцена: Орест и Пилад се срещат. Орест разказва на своя довереник за плана да убие Астианакс и копнежите му по Хермиона.
- 2. Сцена: Орест среща Пир и иска от него да предаде Астианакс, но Пир официално му отказва. Тогава той кани Орест да се срещне с Хермиона.
- 3. Сцена: Феникс предупреждава Пир, че има вероятност Орест отново да се влюби в Хермиона. Това не тревожи Пир, тъй като той самият не изпитва чувства към нея, а е влюбен в Андромаха.
- 4. Сцена: Пир разказва на Андромаха за надвисналата опасност за нейния син от гърците. Той ѝ предлага да се противопостави на гърците, защитавайки нея и Астианакс, при условие, че тя се омъжи за него. Но Андромаха отказва, тъй като омразата и към Пир и баща му Ахил, завоевателите на Троя, е твърде голяма.

### 2. Действие
Орест разговаря с Хермиона, която се съгласява да замине с него, при условие, че Пир го разреши. Но Пир, до този момент не интересуващ се от Хермиона, заявява пред Орест, че е решил да се ожени за нея и ще предаде Астианакс.
- 1. Сцена: Хермиона разказва на довереничката си Клеона, че възнамерява да се срещне с Орест. Клеона я съветва да избяга с Орест.
- 2. Сцена: Орест признава любовта си на Хермиона. Тя изглежда отвръща на чувствата му.
- 3. Сцена: Орест смята, че Хермиона ще го последва и няма повече да се върне при Пир.
- 4. Сцена: Пир известява пред Орест и Феникс, че иска да се ожени за Хермиона.
- 5. Сцена: Пир все пак се колебае, тъй като иска да заблуди Феникс (също и Орест) относно сватбените си планове.

### 3. Действие
Орест е гневен, защото е загубил Хермиона за винаги. Андромаха умолява Хермиона да убеди Пир да пощади синът ѝ, но Хермиона бидейки безумно горда ѝ отказва. Пир се съгласява да се откаже от намеренията си, ако Андромаха се омъжи за него. Тя се колебае какво да стори.
- 1. Сцена: Орест и Пилад. Орест е гневен и обмисля дали да не отвлече Хермиона.
- 2. Сцена: Орест говори с Хермиона, но се примирява.
- 3. Сцена: Хермиона се учудва, че Орест вече не е гневен. Клеона е срещу него.
- 4. Сцена: Андромаха моли Хермиона да се погрижи за сина ѝ в случай, че тя загине. Хермиона отказва по жесток начин.
- 5. Сцена: Андромаха ненавижда Хермиона. Кефиза, довереничката на Андромаха, я съветва да говори с Пир.
- 6. Сцена: Андромаха дава надежди на Пир.
- 7. Сцена: Пир още веднъж я моли да се омъжи за него и така да спаси нейния живот и този на сина си.
- 8. Сцена: Андромаха е объркана и не знае какво да стори. Животът на сина и ѝ е пре скъп, но с тази сватба тя трябва да превъзмогне цялата омраза, която таи срещу Пир. Тя праща Кефиза да потвърди съгласието си за сватбата, но в последния момент я спира. Решава да потърси отговор на гроба на Хектор.

### 4. Действие
Андромаха се разкъсва между любовта си към Астианакс и страха си, че Пир ще го убие. Андромаха решава да се омъжи за Пир, само така тя ще спаси живота на синът си, но възнамерява да се самоубие веднага щом церемонията отмине. Тя доверява това си намерение само на Кефиза, която се опитва да я разубеди да не се самоубива. По този начин, тя ще остане вярна на покойния си мъж, Хектор. Хермиона иска от Орест да отмъсти за подигравката на Пир като го убие.
- 1. Сцена: Андромаха решава да се омъжи за Пир, за да спаси сина си, но след сватбата тя ще се самоубие. Кефиза е съгласна с плана и се опитва да разубеди Андромаха да не се самоубива.
- 2. Сцена: Клеона съобщава на Хермиона, че Пир ще се ожени за Андромаха. Хермиона призовава Орест.
- 3. Сцена: Хермиона моли Орест, да убие Пир в знак на любовта си към нея. Той се колебае първоначално, но се съгласява.
- 4. Сцена: Клеона се опитва да вразуми Хермиона.
- 5. Сцена: Пир опитва да се оправдае пред Хермиона. Той казва, че те никога не са се обичали. Тя възразява (стих 1365), но се съгласява със сватбата и го праща да отиде при Андромаха, защото не иска да го вижда повече.
- 6. Сцена: Феникс предупреждава Пир за опасността от Хермиона и Орест, но Пир го игнорира.

### 5. Действие
Хермиона се разкайва за това, че е поискала смъртта на Пир. Преди да може да се утреши, Орест се появява и обявява, че Пир е мъртъв, макар и не от неговата ръка. Гърците съпровождащи Орест се разгневили, когато Пир признал Астианакс за цар на Троя. Хермиона обижда Орест и бяга от него, за да се самоубие до тялото на Пир. Орест полудява и получава видение от Ериниите.
- 1. Сцена: Монологът на Хермиона. Тя се пита, какво прави.
- 2. Сцена: Клеона разказва на Хермиона какъв е хода на сватбата. Когато Хермиона узнава, че Пир е щастлив, тя пожелава смъртта му. Клеона съобщава и за това, че Орест има угризения.
- 3. Сцена: Орест казва на Хермиона, че е убил Пир. Тя отрича да му е казвала да стори подобно нещо и осъжда деянието му. Хермиона остава и не бяга заедно с Орест.
- 4. Сцена: Орест сам. Той се пита, защо е сторил това – напразно – и какво тепърва предстои.
- 5. Сцена: Орест узнава от Пилад, че трябва да напусне Епир, и че Хермиона се е самоубила. Андромаха нарежда Орест да бъде преследван. Той губи разсъдъка си и полудява. Пилад се грижи за него. Само Андромаха и синът ѝ се спасяват.

## Възникване
„Андромаха“ е първата именита пиеса на Расин и представлява повратна точка в театрално исторически и драматичен план. Творбата на Еврипид „Андромаха“ и третата книга на Вергилий „Енеида“ са били отправни точни за драмата на Расин. Действието се развива след края на Троянската война, в която съпругът на Андромаха, Хектор и син на цар Приам, е бил убит от Ахил, а синът им Астианакс едва не е убит от ръката на Одисей, който без да знае убива друго дете вместо него. Андромаха е отведена в плен в Епир от Пир, син на Ахил, който трябва да се ожени за Хермиона, единствена дъщеря на царят на Спарта, Менелай. Орест, син на Агамемнон и Клитемнестра, брат на Електра и Ифигения, който вече е оневинен за убийството на майка си предречено от оракула в Делфи, отива в двора на Пир да измоли връщането на Астианакс.
Драмата на Расин, е история за човешката страст и показва веригата на несподелената любов: Орест е влюбен в Хермиона, която желае Пир, той е влюбен в Андомаха, която е решена да защити честта на убития си съпруг Хектор и да защити бъдещето на синът им Астианакс. Появата на Орест води до насилственото разплитане на тази верига. Кулминационната точка на Драмата е убийството на Пир от хората на Орест, провокирано от отчаянието на Хермиона. Това само задълбочава отчаянието на Хермиона. Тя се самоубива до падналия Пир, а Орест полудява.
Жан Расин се отклонява от античния сюжет на мита, като при него синът на Андромаха е убит в троянската война и тя самата се омъжва за друг мъж. Расин е считал тази промяна за необходима, като по този начин фигурата на Андромаха е представена като образец на съпружеската любов и вярност отвъд смъртта.
Темата за храбростта и важността ѝ са чест елемент от предишната творба на Расин – „Александър Велики“. Последвалите драми постепенно кристализират трагичния елемент, чийто връх е достигнат в драмата „Федра“, която е шедьовърът на зрялото му творчество.

## Адаптации
В четири часовият игрален филм l’Amour fou на Жак Ривет, половината от времето е посветено на извадки от драмата на Расин. Също така операта Ermione на Росини се основава на творбата. Клод Бери в игралния си филм Uranus кара един от трагичните образи (Жерар Депардийо) да рецитира често в опиянението си „Андромаха“.
Андре Гретри композира операта „Андромаха“. Творбата е представена пред публика за първи път през 1780 г. и се базира на петте действие в трагедията на Расин.

## Издания
- Jean Racine: Oeuvres complètes, tome I (Pléiade-Ausgabe), 1999, ISBN 978-2-07-011561-7
- Jean Racine: Petits Classiques Larousse – Nouvelle Série: Andromaque. Berlin: Cornelsen, 2001, ISBN 3-464-30820-0